# Graptomyza longirostris
Graptomyza longirostris är en tvåvingeart som beskrevs av Christian Rudolph Wilhelm Wiedemann 1820. Graptomyza longirostris ingår i släktet Graptomyza och familjen blomflugor. Inga underarter finns listade i Catalogue of Life.